# 엘레판타 (바람)
엘레판타(영어: Elephanta)는 인도의 서쪽 해안 중 하나인 말라바르 해안에서 9월에서 10월까지 부는 강한 바람이다.